# Joe Hursley

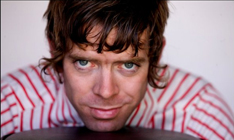
Joe Hursley

Joseph Gregory Hursley (* 9. März 1979 in Austin, Texas) ist ein US-amerikanischer Schauspieler und Sänger.

## Leben
Hursley wurde am 9. März 1979 in Austin als Sohn des Architekturfotografen Greg Hursley und der Krankenschwester Kelle Hursley geboren. Sein Urgroßvater war Frank Hursley, der gemeinsam mit seiner Frau Doris Hursley die Fernsehserie General Hospital schuf. Er nahm 1999 am Talentwettbewerb Groove n‘ Smooth teil, den er gewinnen konnte und gründete daraufhin eine Karaoke-Firma.
2004 begann er seine Schauspiellaufbahn mit einer Episodenrolle in der Fernsehserie 10-8: Officers on Duty und einer Nebenrolle im Film No Pain, No Gain. In den nächsten Jahren erhielt er unter anderen eine wiederkehrende Rolle in der Fernsehserie Punk’d, spielte in den Filmproduktionen S.H.I.T. – Die Highschool GmbH und Resident Evil: Extinction mit und hatte Episodenrollen in den Fernsehserien Terminator: The Sarah Connor Chronicles, Monk und Glee inne. 2012 erhielt er die Rolle des Frankie im Film Golden Winter – Wir suchen ein Zuhause. Von 2015 bis 2016 wirkte er in der Rolle des Mr. Spanks in der Fernsehserie Gamer’s Guide für so ziemlich alles mit. 2015 war er im Musikvideo zum Lied Call Ya Momma des US-amerikanischen Sängers Justin Townes Earle zu sehen. Von 2019 bis 2020 verkörperte er verschiedene Charaktere in der Fernsehserie Dad. Für die Band Bowling for Soup spielte er 2023 im Musikvideo zum Lied Partygoers mit.
Seit 2004 ist Hursley auch als Sänger tätig.

## Filmografie (Auswahl)
- 2004: 10-8: Officers on Duty (Fernsehserie, Episode 1x13)
- 2004: No Pain, No Gain
- 2005: Keeping Up with the Jonesers (Kurzfilm)
- 2005: Horror High
- 2006: Punk’d (Fernsehserie, 3 Episoden)
- 2006: S.H.I.T. – Die Highschool GmbH (Accepted)
- 2006: Broken
- 2007: Campus Ladies (Fernsehserie, Episode 2x07)
- 2007: Resident Evil: Extinction
- 2007: Weekend Junkies
- 2008: Terminator: The Sarah Connor Chronicles (Fernsehserie, Episode 2x07)
- 2009: Monk (Fernsehserie, Episode 7x12)
- 2009: Fast & Furious – Neues Modell. Originalteile. (Fast & Furious)
- 2009: Battle for Milkquarious (Kurzfilm)
- 2009: Glee (Fernsehserie, Episode 1x06)
- 2010: The Clinic (Fernsehserie, 6 Episoden)
- 2010: Burn Notice (Fernsehserie, Episode 4x15)
- 2011: CSI: Vegas (CSI: Crime Scene Investigation, Fernsehserie, Episode 11x16)
- 2011: Balls to the Wall
- 2011: From the Head
- 2011: Here’s to Big Bear (Kurzfilm)
- 2012: Awake (Fernsehserie, Episode 1x12)
- 2012: Golden Winter – Wir suchen ein Zuhause (Golden Winter)
- 2013: Jack’s Not Sick Anymore (Kurzfilm)
- 2013: RockBarnes: The Emperor in You
- 2013: Sequence (Kurzfilm)
- 2013: Youth Large (Fernsehfilm)
- 2014: L.A. Rangers (Fernsehserie, Episode 1x01)
- 2015: The Origins of Wit and Humor
- 2015: Six Guys One Car (Fernsehserie, 3 Episoden)
- 2015–2016: Gamer’s Guide für so ziemlich alles (Gamer's Guide to Pretty Much Everything, Fernsehserie, 6 Episoden)
- 2016: Typical Rick (Fernsehserie, Episode 1x05)
- 2016: We Love You
- 2017: Knockers (Fernsehserie)
- 2017: Espionage Tonight
- 2017: Swedish Dicks (Fernsehserie, Episode 2x01)
- 2017: Breakarate (Fernsehserie)
- 2018: Behind the Walls
- 2019: Tour Mode (Kurzfilm)
- 2019: In den Fängen des Wolfes: The Bygone (The Bygone)
- 2019: Just The Tip (Fernsehserie, Episode 1x12)
- 2019: Commercials (Fernsehserie, 2 Episoden)
- 2019: Die Conners (The Conners, Fernsehserie, Episode 2x03)
- 2019–2020: Dad (Miniserie, 16 Episoden)
- 2022: Bowlhead (Kurzfilm)
- 2023: Rumble Through the Dark
- 2024: Drugstore June